# Eulogio Ngache
Eulogio Ngache Luembe (* 8. Oktober 1971) ist ein ehemaliger äquatorialguineischer Leichtathlet, der sich auf den Sprint spezialisiert hatte. 
Er trat bei den Olympischen Sommerspielen 1992 in Barcelona an. Im Wettbewerb über 400 m schied er in den Voräufen aus. Noch am 13. Mai 2000 lief Ngache 11,58 s über 100 m bei einer Veranstatung in Aluche, Madrid.
Ngache lief für die Asociación Atlética Móstoles in Móstoles, Madrid und fungierte auch als technischer Beauftragter für Leichtathletikveranstaltungen.